# Тер-Тадевосян Аркадій Іванович
Аркадій Іванович Тер-Тадевосян («Коммандос») (вірм. Արկադի Տեր-Թադեվոսյան; 22 травня 1939, Тбілісі, Грузинська РСР — 31 березня 2021, Єреван, Вірменія) — вірменський військовий діяч, генерал-майор.

## Освіта
- Закінчивши середню школу в Тбілісі вирішив стати офіцером.
- Бакинське загальновійськове командне училище.
- Ленінградська військова академія транспорту і тилу.

## Військова діяльність
- Служив у Афганістані, Чехословаччині, Німеччині, Білорусі і з 1987 р. у Вірменії.
- 1988 — брав активну участь у навчанні ополченців, а з 1990 р. стає членом добровольчого загону «Давид Сасунський».
- 1991 — призначений начальником відділу позавійськової підготовки комітету оборони — першого державного відомства при уряді Вірменії.
- 1992 — розробляє і проводить блискучу операцію зі звільнення Шуші 8-9 травня 1992 року.
- 25 травня 1992 присвоєно звання генерал-майора.

## Нагороди та відзнаки
- Нагороджений «Бойовим Хрестом» першого ступеня.
- У 2009 році до Дня визволення Шуші указом президента НКР Бако Саакяна Аркадію Тер-Тадевосяну присвоєно найвище звання Нагірно-Карабаської Республіки «Герой Арцаха» за виняткові заслуги перед Вітчизною.
- 1998 — присвоєне звання Почесний громадянин Єревана.[2]